# Савченко, Александра Григорьевна
Александра Григорьевна  Савченко (Несинова) (1925 — 1976) — советский передовик производства в сельском хозяйстве. Герой Социалистического Труда (1948).

## Биография
Родилась в 1925 году в селе Екатериновка, Острогожского уезда Воронежской области в крестьянской семье.
С 1929 года вместе со своими родителями А. Г. Савченко начала работать в колхозе, одновременно обучаясь в школе. с 1942 года во время Великая Великой Отечественной войны находилась на оккупированной немецко-фашистскими захватчиками территории. С 1943 года после освобождения Воронежской области — участвовала в восстановлении разрушенного колхозного хозяйства.
До 1947 года заведовала колхозными кладовыми. С 1947 года А. Г. Савченко возглавила комсомольско-молодёжное полеводческое звено колхоза «12 лет Октября»
Лискинского района, которое получило урожай ржи 33,0 центнера с гектара на площади 10 гектаров.
18 января 1948 года Указом Президиума Верховного Совета СССР «за получение высоких урожаев пшеницы и ржи в 1947 году» Александра Григорьевна Савченко была удостоена звания Героя Социалистического Труда с вручением Ордена Ленина и золотой медали «Серп и Молот».
С 1952 года после окончания Верхнеозерского сельскохозяйственного техникума  проживала и работала в городе Шахты, Ростовской области. Умерла в 1976 году.

## Награды
- Медаль «Серп и Молот» (18.01.1948)
- Орден Ленина (18.01.1948)